# Cobden, Illinois
Cobden là một làng thuộc quận Union, tiểu bang Illinois, Hoa Kỳ. Năm 2010, dân số của làng này là 1157 người.

## Dân số
Dân số qua các năm:
- Năm 2000: 1116 người.
- Năm 2010: 1157 người.